# گانیسون (کلرادو)
گانیسون (به انگلیسی: Gunnison) شهری در ایالت کلرادو کشور ایالات متحده آمریکا است که جمعیت آن در سرشماری سال ۲۰۱۰ میلادی، ۵٬۸۵۴ نفر بوده‌است.